# Äthiopische Demokratische Liga
Die Äthiopische Demokratische Liga (amharisch የኢትዮጵያ ዴሞክራሲያዊ ሊግ, transkribiert YeItyopya Démokrasiawi Lig; englisch Ethiopian Democratic League, Abkürzung EDL) ist eine oppositionelle politische Partei in Äthiopien. 
Während der nationalen Wahlen zum gesetzgebenden äthiopischen Parlament, den Parlamentswahlen in Äthiopien am 15. Mai 2005, war die Partei neben der Vereinigten Äthiopischen Demokratischen Partei – Medhin-Partei und der Partei Regenbogen Äthiopien: Bewegung für Demokratie und soziale Gerechtigkeit eine der Mitgliedsparteien innerhalb des Wahlbündnisses der Koalition für Einheit und Demokratie, welche gemeinsam mit insgesamt 109 der 527 Parlamentssitze im Volksrepräsentantenhaus als stärkstes oppositionelles Bündnis hervorging. Von diesen 109 Abgeordnetensitzen konnte die Äthiopische Demokratische Liga insgesamt 2 Sitze für sich entscheiden, von welchen wiederum jeweils einer an eine Frau und einer an einen Mann vergeben wurde.
Die Koalition für Einheit und Demokratie gab Ende September 2005 bekannt, sich zu einer einzigen Partei, der Einheit für Demokratie und Gerechtigkeit, zusammenzuschließen.